# Aníbal Cavaco Silva
Aníbal António Cavaco Silva GCC • GColTE • GColL • GColIH (Boliqueime, 15 de julho de 1939) é um economista, professor universitário e político português com acumulada experiência política e técnica (como economista e professor).
Antigo líder do Partido Social Democrata (PPD/PSD), foi o 19.º Presidente da República Portuguesa; precedido por Jorge Sampaio e sucedido por Marcelo Rebelo de Sousa em 9 de março de 2016, no seguimento dos resultados das eleições Presidenciais de 2016.
Originário do Algarve, mudou-se para Lisboa aos 17 anos de idade, para frequentar o Instituto Comercial de Lisboa, onde se diplomou em Contabilidade, em 1959. Em 1963 casou-se com Maria Alves da Silva, e, nesse mesmo ano, foi convocado para o serviço militar, sendo destacado em comissão de serviço para Moçambique. Em 1964 licenciou-se em Economia e Finanças, pelo Instituto Superior de Ciências Económicas e Financeiras, onde seria contratado como assistente em 1966. Ao mesmo tempo foi investigador na Fundação Calouste Gulbenkian. Entre 1971 e 1974 viveu no Reino Unido, onde se doutorou em economia pública, pela Universidade de Iorque. No âmbito da sua carreira académica chegaria a professor catedrático da Faculdade de Economia da Universidade Nova de Lisboa e da Faculdade de Ciências Humanas da Universidade Católica Portuguesa.
Cavaco Silva regressou a Portugal pouco antes do golpe de 25 de Abril de 1974. Nesse mesmo ano aderiu ao Partido Popular Democrático, designação à época do Partido Social Democrata. Voltou à Fundação Gulbenkian, integrando o respectivo Centro de Economia Agrária. Em 1977 saiu desta instituição para assumir o cargo de diretor do Departamento de Estatística e Estudos Económicos do Banco de Portugal.
Após a vitória da Aliança Democrática, nas eleições legislativas de 1980, foi nomeado Ministro das Finanças e do Plano do VI Governo Constitucional, chefiado por Francisco Sá Carneiro. Cavaco Silva permaneceu neste cargo até janeiro de 1981, quando Francisco Pinto Balsemão foi indigitado como primeiro-ministro. Em fevereiro do mesmo ano assumiu o mandato de deputado à Assembleia da República e foi indicado como presidente do Conselho Nacional do Plano. Em meados de 1985 foi eleito presidente do PSD e, nessa qualidade, tornou-se o líder da oposição ao então primeiro-ministro Mário Soares.
Foi primeiro-ministro de Portugal, de 6 de novembro de 1985 a 28 de outubro de 1995, tendo sido a pessoa que mais tempo esteve na liderança do governo do país desde o 25 de Abril.
Depois de ter sido derrotado por Jorge Sampaio nas eleições presidenciais de 1996, conseguiu a eleição como Presidente da República, à primeira volta, nas eleições de 22 de janeiro de 2006, tendo tomado posse em 9 de março do mesmo ano. Foi reeleito nas eleições presidenciais de 23 de janeiro de 2011, terminando em 2016 o seu mandato.

## Infância e juventude
Filho de Teodoro Gonçalves [da] Silva (Loulé, Boliqueime, Maritenda, 30 de agosto de 1912 – 30 de setembro de 2007) e de sua esposa (Loulé, Boliqueime, 4 de março de 1935) Maria do Nascimento Cavaco (Loulé, Boliqueime, Maritenda, 27 de dezembro de 1912 – ?) e irmão de António Cavaco Silva (Loulé, Boliqueime, 1947 – Lisboa, 22 de abril de 2010) e Rogério Cavaco Silva, solteiro e sem geração, cresceu em Boliqueime, concelho de Loulé, onde o pai se dedicava ao cultivo de frutos secos e ao comércio de combustíveis.
Em Faro fez o Ciclo Preparatório, na Escola Técnica Elementar Serpa Pinto, e depois o Curso Geral do Comércio, na Escola Comercial e Industrial de Faro. Em 1956 veio para Lisboa, onde tirou o curso de Contabilidade do Instituto Comercial de Lisboa (hoje ISCAL), em 1959.
Em paralelo, frequentou as disciplinas exigidas para admissão ao Instituto Superior de Ciências Económicas e Financeiras (actual ISEG).
Prestes a terminar o curso, seria chamado a cumprir o serviço militar obrigatório. Fez a recruta na Escola Prática de Cavalaria de Santarém, e foi colocado como aspirante miliciano, na Repartição de Contabilidade do Instituto dos Pupilos do Exército.
Em 1963, depois de casar em Lisboa, a 20 de outubro, no Mosteiro de São Vicente de Fora, com Maria Alves da Silva, foi enviado em comissão para Moçambique, onde permaneceu até 1965, cumprindo o serviço militar com o posto de Alferes.
No Verão de 1964 obteve finalmente a sua licenciatura em Economia e Finanças, pelo Instituto Superior de Ciências Económicas e Financeiras, com a mais alta classificação do seu ano.

## Filhos
Do seu casamento nasceram dois filhos: Patrícia Alves Cavaco Silva, n. 1966, casada com Luís Manuel de Sá Montez, n. c. 1960, engenheiro, empresário e produtor de espetáculos, diretor da estação de rádio Antena 3, um dos adquirentes do Pavilhão Atlântico a 26 de julho de 2012, pais de Mariana Cavaco Silva de Sá Montez (1996), Afonso Cavaco Silva de Sá Montez (1998), António Luís Cavaco Silva de Sá Montez (2001) e João Maria Cavaco Silva de Sá Montez (2004); e Bruno Alves Cavaco Silva, n. 1967, casado com Perpétua da Conceição Gomes Anacleto e pai de João Vicente Anacleto Cavaco Silva (Lisboa, 13 de janeiro de 2009).

## Percurso académico
No final de 1965 torna-se bolseiro do Centro de Economia e Finanças da Fundação Calouste Gulbenkian, onde se dedica à investigação, a partir de 1967. Publica então um primeiro título, O Mercado Financeiro Português em 1966 (1968). Entretanto iniciara funções como assistente de Finanças Públicas, no Instituto Superior de Ciências Económicas e Financeiras da Universidade Técnica de Lisboa, onde leccionou até 1978. Mantendo a bolsa da Fundação Calouste Gulbenkian, parte com a família para a Grã-Bretanha e Irlanda do Norte, onde viria a doutorar-se em Economia Pública, na Universidade de York, em 1971. A sua dissertação, depois publicada, tem o título de A Contribution to the Theory of the Macroeconomic Effects of Public Debt (1973).
Regressado a Portugal, pouco antes do 25 de Abril, manteve-se como investigador na Fundação Gulbenkian, integrando depois o respectivo Centro de Economia Agrária. Em 1977 mudar-se-ia para o Banco de Portugal, assumindo o cargo de director do Departamento de Estatística e Estudos Económicos. Ao mesmo tempo passou a integrar, como vogal, a Comissão Instaladora da Faculdade de Economia da Universidade Nova de Lisboa. Pouco depois leccionaria também na Faculdade de Ciências Humanas da Universidade Católica Portuguesa. Em 1979 prestou provas públicas para professor extraordinário de Economia Pública na Universidade Nova de Lisboa, onde chegaria a professor catedrático.

## Entrada na política
Com a vitória da Aliança Democrática, coligação partidária entre o Partido Social Democrata (PPD/PSD), o Partido do Centro Democrático e Social (CDS), o Partido Popular Monárquico (PPM) e o apoio do Movimento dos Reformadores, foi convidado a exercer funções como ministro das Finanças e do Plano (1980–1981) do VI Governo Constitucional, chefiado por Francisco Sá Carneiro. Porém, após a morte do primeiro-ministro, recusa-se a integrar o governo de Francisco Pinto Balsemão, abdicando também do lugar de deputado para o qual tinha sido eleito. Em fevereiro de 1981 é eleito, pela Assembleia da República, presidente do Conselho Nacional do Plano (órgão que antecedeu o Conselho Económico e Social), e que dava pareceres sobre as Grandes Opções do Plano.
Militante do Partido Social Democrata desde a sua fundação, foi ao VIII Congresso onde encabeçou uma lista candidata ao Conselho Nacional. No mesmo ano é eleito presidente da Assembleia Distrital da Área Metropolitana de Lisboa do PSD.
Na Primavera de 1985 foi nomeado membro da Comissão Instaladora do Centro Regional do Porto da Universidade Católica Portuguesa, pouco antes da política lhe ditar o afastamento do ensino (na Universidade Nova de Lisboa e na Universidade Católica Portuguesa), por uma década.
Depois da demissão de Carlos Alberto da Mota Pinto em 1985 (dos cargos de vice-primeiro-ministro e presidente do PSD) foi convocado um Congresso Nacional no Casino da Figueira da Foz. Inesperadamente, Mota Pinto morre, vítima de um ataque cardíaco, e o congresso parecia disputar-se entre João Salgueiro e Rui Machete. Porém, contra as previsões, foi Cavaco Silva quem acabou eleito presidente do partido. O falhanço das negociações com o Partido Socialista levaram à rotura do Bloco Central, que havia sido constituído em 1983. Como consequência, Ramalho Eanes dissolveu o Parlamento. Nas eleições legislativas de 1985, que se seguiram, o PSD obteve o melhor resultado de sempre (29,8% dos votos) dando início a um governo minoritário (o X Governo, chefiado por Cavaco Silva).

## Primeiro-ministro
Cavaco Silva apostou em levar a cabo as reformas estruturais na administração e na direção económica do país, sendo as suas legislaturas muito marcadas pela entrada de Portugal às então chamadas Comunidades Europeias e, nomeadamente, à Comunidade Económica Europeia. Porém, as reformas em que apostava encontraram oposição firme na Assembleia da República onde (em abril de 1987) o Partido Renovador Democrático do antigo presidente da República António Ramalho Eanes, apresenta uma moção de censura, depois aprovada com os votos do PS, do Partido Comunista Português (PCP) e o do Movimento Democrático Português (MDP/CDE). Como consequência o governo caiu e Mário Soares (eleito em 1986 presidente da República) dissolveu a Assembleia e convocou eleições.
Nas eleições de julho de 1987 os portugueses atribuem a primeira maioria absoluta a uma força política não coligada (com 50,2% dos votos para o PSD), que se havia de repetir nas eleições legislativas de 1991. Dessas vitórias resultaram, respectivamente, a constituição dos XI e XII Governos Constitucionais, apostados em transformar a economia de base socialista, edificada com o processo revolucionário subsequente ao 25 de Abril de 1974, numa economia social de mercado, aproximando-a dos outros países europeus. Para isso foi determinante o facto de em 1989 o PSD, com o apoio do PS, levar a cabo uma revisão constitucional que pôs fim ao princípio constitucional da irreversibilidade das nacionalizações, iniciando aí um longo processo de devolução da economia à iniciativa privada. O país conheceu um crescimento económico apreciável, acima da média europeia, o que fez subir a popularidade de Cavaco Silva.
Paralelamente foi feita uma reforma fiscal, que introduziu o IRS e o IRC, reformaram-se as leis laborais e agrárias e liberalizou-se a comunicação social, de que resultou a abertura da televisão à iniciativa privada e, consequentemente, numa maior liberdade e independência da informação.

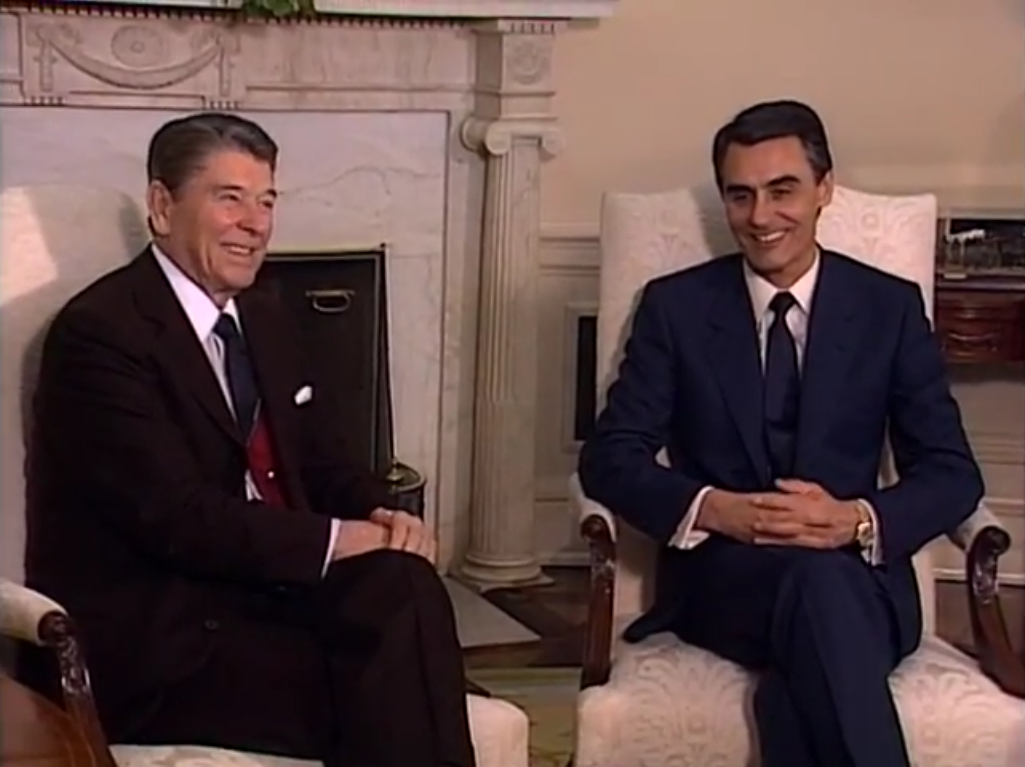
Cavaco Silva é recebido por Ronald Reagan, na qualidade de primeiro-ministro português, em 1988.

Graças aos fundos comunitários, os governos concretizam diversos investimentos públicos, com vista a melhorar a coesão territorial do país, muitos deles já visados em governos anteriores ou mesmo desde o Estado Novo. Assim, retomou-se a construção da A1, que até então ligava apenas Lisboa a Vila Franca de Xira; introduziu-se o caminho de ferro na Ponte 25 de Abril; lançou-se a construção da Barragem de Alqueva, a introdução do gás natural e a projeção do novo Aeroporto da Madeira. Construíram-se 420 novas escolas e 120 novas escolas profissionais. Na Grande Lisboa, destacam-se o lançamento da construção da Ponte Vasco da Gama, a renovação urbana em Lisboa Oriental e a organização da Expo'98, o prolongamento de diversas linhas e abertura de novas estações do Metro e a edificação do parque tecnológico TagusPark, próximo de Oeiras. Também se reabilitou boa parte do património cultural público, nomeadamente o Museu Nacional de Arte Antiga, o Museu do Chiado e o Teatro Nacional de São João, no Porto. Foi construído o Centro Cultural de Belém e o novo Arquivo Nacional da Torre do Tombo, na Cidade Universitária.
No que diz respeito aos caminhos-de-ferro, em 1988, é aprovado o Plano de Modernização dos Caminhos de Ferro 1988–94, que aposta quase que exclusivamente nos sistemas ferroviários das áreas metropolitanas de Lisboa e Porto e também nos principais eixos de longo curso, sobretudo no eixo Braga–Faro. É inaugurada a nova travessia ferroviária do Douro pela Ponte de São João e aprovado em Conselho de Ministros o atravessamento ferroviário na ponte 25 de Abril. Ao mesmo tempo, cerca de 770 km de via-férrea foram definitivamente encerrados. Foram suspensos em 1988 os serviços ferroviários na Linha do Sabor, na Linha do Vouga, entre Santa Comba Dão e Viseu e no troço da Linha do Douro, entre Pocinho e Barca d'Alva. Em 1989, foi suspenso o tráfego na Linha do Sabor, Linha do Dão e troço Guimarães–Fafe, ramal do Montijo, ramal de Montemor e troço Pocinho–Barca d'Alva na Linha do Douro.
A permitir estas reformas estavam as condições estabelecidas no Ato Único Europeu de 1986, ano da adesão de Portugal à CEE. Em 1992, Portugal assume pela primeira vez a presidência do Conselho de Ministros da CEE, o que levou Cavaco Silva a abrir a cerimónia de assinatura do Tratado de Maastricht, fundador da União Europeia. Foi também sob a sua liderança, que Portugal esteve no centro da criação da Comunidade dos Países de Língua Portuguesa (CPLP), e que foi decidida a realização anual das cimeiras luso-brasileiras.
Coincidindo com o abrandamento da actividade económica, os últimos anos do XII Governo, ficaram também marcados pela contestação social às reformas do «cavaquismo». Cavaco Silva responderia com esta frase, que se tornou célebre, «Deixem-me trabalhar!», e classificava a oposição como «forças de bloqueio». De acordo com o então primeiro-ministro, aqueles que se opunham às suas políticas faziam parte dessas forças. Entre os bloqueadores foram incluídos o Presidente Mário Soares, que com as suas Presidências Abertas dava eco à contestação social que se fazia sentir no país, e António de Sousa Franco, então presidente do Tribunal de Contas, que várias vezes reprovou as contas enviadas pelo governo.
Após dez anos como primeiro-ministro, Aníbal Cavaco Silva colocou-se de fora das eleições legislativas desse mesmo ano, e afastou-se da liderança do PSD, entretanto assumida por Fernando Nogueira. A derrota do PSD nas eleições de 1995, ganhas pelo Partido Socialista de António Guterres, levaram-no a anunciar uma candidatura à presidência da República. Personificando uma alternativa não socialista, defronta-se com Jorge Sampaio, e sai derrotado (com 46,09%, contra 53,91% dos votos). Nesse ano, a 29 de novembro, foi agraciado com a Grã-Cruz da Ordem Militar de Cristo. Nos anos seguintes, volta ao Banco de Portugal e à docência universitária. Mantém, todavia, uma marcante participação política, nomeadamente através de intervenções em colóquios e artigos na imprensa escrita, um dos quais, com o título "O Monstro", criticava severamente as contas públicas e o orçamento do estado para o ano 2000 apresentado pelo governo socialista.

## Presidência da República
No dia 20 de outubro de 2005, numa declaração pública no Centro Cultural de Belém, apresentou-se oficialmente como candidato à Presidência da República. Já haviam sido publicadas várias sondagens de opinião que apontavam Cavaco Silva em primeiro lugar. Contra Jerónimo de Sousa, Mário Soares, Francisco Louçã, Garcia Pereira e Manuel Alegre, conseguiu a eleição à primeira volta (com 50% dos votos), marcando pela primeira vez, na democracia portuguesa, a eleição de um presidente oriundo do centro-direita. A 9 de março de 2006 toma posse como 18.º presidente da República Portuguesa.

Tomou posse, jurando a Constituição, na Assembleia da República, em 9 de março de 2006, numa cerimónia a que assistiram os ex-Presidentes Ramalho Eanes e Mário Soares, os Príncipe das Astúrias, o antigo Presidente dos Estados Unidos, George Bush, o Presidente de Timor-Leste, Xanana Gusmão, entre outras personalidades nacionais e estrangeiras. De salientar que regista para Portugal um facto inédito, de ser o primeiro Presidente da República, desde 1986, fora da área da esquerda socialista.

“Eu não me resigno”

— Lisboa, 20 de Outubro de 2005, ao apresentar a sua candidatura a presidente da República
O seu primeiro acto oficial foi agraciar o seu antecessor na Presidência da República, Jorge Sampaio, com o grande colar da Ordem da Liberdade.
Lançou de forma rápida e extremamente louvada por diversos líderes internacionais, um ambicioso website da Presidência da República onde é possível acompanhar de perto todos os passos do Presidente, a sua agenda, bem como as deslocações oficiais ao estrangeiro, onde constantemente dá conta dos sucessos obtidos. Durante esse período, o PS de José Sócrates iniciou uma cooperação estratégica com o governo dele. Durante seu governo, a desigualdade social tem aumentado.
Em 23 de janeiro de 2011 é reeleito, à primeira volta, para um segundo mandato, com uma percentagem de votos de 52,9%. Indigitou ministros que mais tarde se envolveram em escândalos, como Joaquim Pais Jorge, secretário do tesouro que terá vendido ativos tóxicos ao governo.
Fica para a história como o Presidente da República que mais leis promulgou no sentido da igualdade das pessoas LGBT, designadamente permitindo a pessoas do mesmo sexo o acesso ao Casamento e, já no fim do seu último mandato, pondo termo à discriminação de casais do mesmo sexo na candidatura à adoção.
Em 9 de março de 2016 deixa a Presidência da República, com a mais baixa popularidade já registada para um ocupante do cargo.

### Roteiros
As "presidências abertas" de Cavaco Silva designam-se "roteiros" e são temáticos. O primeiro roteiro que o Presidente definiu visa promover a inclusão social.
O Roteiro para a Inclusão foi lançado na sessão solene, na Assembleia da República, do aniversário do 25 de Abril. Cada tema ou problema focado no discurso corresponde a uma visita ou a uma iniciativa, que tem por objectivo tomar conhecimento directo e promover as boas práticas no combate à exclusão social.
O Roteiro para a Inclusão foi iniciado com uma jornada sobre o tema Regiões Periféricas, Envelhecimento e Exclusão. O programa da jornada foi executando em maio de 2006. Futuras jornadas serão dedicadas a:
- Crianças em Risco e Violência Doméstica;
- Voluntariado e Exclusão Social em Meio Urbano;
- Deficientes: educação, formação e inserção profissional;
- Desemprego, Reconversão e Reinserção de Activos e Inclusão Digital.

### Visitas de Estado

#### 2006
- setembro — faz visita de Estado a Espanha, incluindo Madrid e Astúrias, onde foi recebido pelos reis Juan Carlos I e Sofia. Na visita às Astúrias, foi acompanhado pelo príncipe Filipe (a princesa Letizia não se fez acompanhar, mas fez questão de aproveitar a presença do estadista português para anunciar a sua gravidez).

#### 2007
- janeiro — faz visita de Estado à Índia, acompanhado por empresários e investidores, participando em conferências de Economia e em actividades culturais em Nova Deli, Goa, Mumbai e Bangalore. Entre muitas actividades, testemunhou a assinatura de um acordo entre a Fundação Champalimaud e o Instituto Oftalmológico Indiano Aravind Eye Care System, prestou homenagem ao Mahatma Gandhi, visitou o Túmulo de Humayun, discursou em seminários sobre Economia, e promoveu o intercâmbio cultural entre os dois países.
- 6 a 10 de novembro — faz visita de Estado ao Chile, por ocasião da XVII Cimeira Iberoamericana. Visita, ainda, a capital Santiago.

#### 2008
- 16 a 18 de fevereiro — faz visita de Estado à Jordânia. Visita Petra, reúne-se com empresários, encontra-se com os reis da Jordânia e visita o local onde supostamente foi baptizado Jesus Cristo.
- 6 a 9 de março — faz visita de Estado ao Brasil. Visita a cidade de Rio de Janeiro, faz referência às Comunidades Portuguesas e à chegada da Corte de João VI ao Brasil, nas comemorações dos seus 200 anos.
- 24 a 26 de março — faz visita de Estado a Moçambique. Visita Maputo, escolas e a Ilha de Moçambique. Fez referência às comunidades portuguesas, à cultura e à política.
- 1 a 4 de setembro — faz visita de Estada à Polónia. Visita a capital, Varsóvia, e Cracóvia.
- 4 a 5 de setembro — faz visita de Estado à Eslováquia. Visita a capital, Bratislava.

#### 2009
- 3 a 6 de março — faz visita de Estado à Alemanha.
- 12 a 15 de maio — faz visita de Estado à Turquia.
- 23 a 26 de julho — faz visita de Estado à Áustria.

#### 2010
- 14 a 16 de abril — faz visita de Estado à República Checa.
- 4 a 7 de julho — faz visita de Estado a Cabo Verde.
- 18 a 23 de julho — faz visita de Estado a Angola no âmbito da VIII Cimeira da CPLP.

#### 2011
- 9 a 14 de novembro — faz visita de Estado aos Estados Unidos.

#### 2012
- 19 a 22 de maio — faz visita de Estado a Timor-Leste.
- 22 a 24 de maio — faz visita de Estado à Indonésia.
- 24 a 26 de maio — faz visita de Estado à Austrália.
- 27 a 28 de maio — faz visita de Estado a Singapura.

#### Comunidades Portuguesas

##### 2007
- 9 de março — visita às comunidades portuguesas do Luxemburgo.
- 20 a 23 de junho — visita às comunidades portuguesas dos Estados Unidos.

##### 2009
- 6 de março — visita às comunidades portuguesas de Osnabruque, Alemanha.

##### 2010
- 5 a 7 de março — visita às comunidades portuguesas de Andorra.

##### 2012
- 26 de maio — visita às comunidades portuguesas da Austrália.

#### Outras visitas

##### 2007
- 3 a 5 de setembro — visita às Instituições Europeias.
- 6 a 10 de outubro — visita à Região Autónoma dos Açores.

##### 2008
- 10 a 11 de fevereiro — visita a León, Espanha.
- 14 a 19 de abril — visita à Região Autónoma da Madeira.
- 28 de junho — visita ao Vaticano.
- 22 a 25 de setembro — visita a Nova Iorque, Estados Unidos.

## Escola de pensamento macroeconómico
Tanto nas suas funções como economista, como na sua acção governativa e presidencial, Cavaco Silva foi adepto de políticas intervencionistas. Com efeito, ele designa-se a si próprio como um neokeynesiano.
Defende que o Estado tem três funções: "a de afectação de recursos, traduzida pela provisão de bens e serviços públicos como a justiça, segurança, defesa, educação, saúde, protecção social", "a da distribuição, para alcançar uma distribuição socialmente justa do rendimento e riqueza" e, finalmente, "a da estabilização". Para além disso, Cavaco Silva acrescentou: "É aqui que vem a parte keynesiana de actuação de um Governo ou autoridade com poder executivo para combater a inflação, o desemprego, equilibrar as contas externas e promover o crescimento económico. Nenhum Governo pode deixar de dar atenção a estas três grandes funções em simultâneo".

## Controvérsias
Cavaco Silva preencheu em 1967 um "formulário pessoal pormenorizado", com o objetivo de ser autorizado a consultar documentos classificados no âmbito da Comissão Coordenadora da Investigação para a NATO, o que resultou no seu cadastro interno como "informador da PIDE", o estatuto vindo a ser controvérsia anos mais tarde.
Durante o segundo governo e parlamento de maioria absoluta liderados por Aníbal Cavaco Silva, promulgou alguns documentos a atribuir pensões vitalícias a figuras do regime deposto, ou associadas a grupos de "extrema-direita". Em 1988, Alberto Rebordão de Pinto (ex-membro do Movimento Democrático de Libertação de Portugal) e Américo Paulo Maltez Soares (capitão Maltez da PSP, que encabeçou vários casos de brutalidade policial) estão entre os que recebem tal recompensa por "serviços excepcionais e relevantes prestados ao País". Em 1992, "Óscar Cardoso, ex-Inspector-Adjunto da PIDE, foi contemplado com uma pensão por serviços relevantes prestados a pátria." O PIDE, criador de forças especiais na guerra, estava presente quando agentes dispararam sobre a multidão no dia 25 de Abril de 1974, disparos ainda hoje de autoria desconhecida. Houve ainda um outro agente da PIDE, António Augusto Bernardo, com direito a essa pensão. Em contraste, Cavaco recusou a mesma anos antes a Salgueiro Maia, um dos capitães protagonistas do 25 de Abril de 1974.
Em agosto de 1994, o Expresso recebeu uma denúncia de alegada fraude fiscal por parte da empresa responsável pelas obras em casa de Cavaco Silva, em Lisboa, nomeadamente pela realização de trabalhos a mais sem emissão de fatura, evitando o pagamento do IVA. Questionados os responsáveis pela obra e o próprio Cavaco Silva, este escreve ao diretor do Expresso queixando-se de "invasão de privacidade" e não responde às questões colocadas. O assessor de imprensa de Cavaco Silva, Fernando Lima, escreveu ao Expresso, em nome de Maria Cavaco Silva, recusando responder sobre as obras na casa de Cavaco Silva, alegando que Maria Cavaco Silva "também nunca perguntou a nenhum jornalista quanto é que gastou na última reparação do seu automóvel ou na última vez que foi ao alfaiate". Em janeiro de 1995, Cavaco Silva envia ao presidente da Assembleia da República, António Barbosa de Melo, a correspondência trocada com o Expresso sobre a matéria, solicitando à Assembleia da República uma reflexão sobre a privacidade dos titulares de cargos políticos. Nesse mês, a contabilista da empresa responsável pelas obras de Cavaco Silva denuncia o caso à Procuradoria-Geral da República, que abre um inquérito, e o Expresso publica a história. Em causa estava a alegada falta de cobrança, por parte da empresa, de 348 contos (1740 euros), correspondentes ao IVA dos trabalhos a mais na casa de Cavaco Silva, que seria cúmplice de fraude fiscal, em conjunto com a esposa, tendo em conta que a fatura apenas havia sido saldada nove meses após o final das obras. Em março de 1995, o inquérito foi arquivado pelo Ministério Público, sem que Aníbal e Maria Cavaco Silva tivessem sido ouvidos por não ter considerado necessário recolher o seu depoimento e também porque, "sendo "os consumidores finais dos trabalhos", não tinham "qualquer obrigação de exigir factura"." Maria Cavaco Silva sempre alegou ter pago todo o montante de IVA devido. O jornalista mencionado na correspondência com o Expresso enviada à Assembleia da República processou Cavaco Silva por difamação, tendo os tribunais da primeira e segunda instâncias considerado o caso prescrito.
Durante o seu primeiro mandato presidencial, foi politicamente atingido pelo caso BPN, por ser proprietário de uma casa na aldeia da Coelha, em Albufeira, nas proximidades da casa de José de Oliveira Costa, antigo secretário dos Assuntos Fiscais de governos liderados por Aníbal Cavaco Silva, antigo presidente do BPN e posteriormente condenado por abuso de confiança, burla qualificada, falsificação de documentos, infidelidade, aquisição ilícita de ações e de fraude fiscal. Foi também divulgado pela comunicação social que Aníbal Cavaco Silva e a filha, Patrícia, haviam adquirido a Oliveira Costa ações do BPN a um euro cada uma, tendo ambos procedido à sua alienação dois anos e meio mais tarde por 2,40 euros cada, obtendo, assim, um lucro superior a 350 mil euros. Contudo, não foram detetados indícios de ilegalidades no lucro obtido por Aníbal Cavaco Silva e pela filha. Em 2008, foi também noticiado que diversos membros da Sociedade Lusa de Negócios (SLN), a holding proprietária do BPN, haviam contribuído com donativos para a campanha eleitoral de Aníbal Cavaco Silva à Presidência da República, em 2006. Oito membros dos governos liderados por Aníbal Cavaco Silva ocuparam posições destacadas no BPN. Aníbal Cavaco Silva procurou sempre desligar-se de qualquer associação ao caso BPN, referindo que não tinha qualquer relação com o banco e que tudo se trata de uma «campanha orquestrada».
A 10 de junho de 2008, no âmbito das comemorações do Dia de Portugal, de Camões e das Comunidades Portuguesas, Cavaco Silva foi questionado sobre as paralelas greves dos camionistas que bloquearam as fronteiras portuguesas com Espanha, de norte a sul, devido ao aumento dos combustíveis. Desviando-se da questão, o presidente sublinhou que o mais importante era "acima de tudo, a Raça, o Dia da Raça, o Dia de Portugal, de Camões e das Comunidades Portuguesas".
Estas declarações, foram contestadas pelos partidos de esquerda, entre eles o Bloco de Esquerda e o Partido Comunista Português, posto que a expressão citada foi utilizada por António Oliveira Salazar durante o tempo em que comandou a ditadura militar em Portugal e seria, então, inconstitucional, até mesmo porque, segundo o Bloco de Esquerda, a expressão veiculava "a existência de um suposto atributo rácico, comum à cidadania nacional que merece ser exaltado na sua superioridade". Ambos os partidos pediram esclarecimentos da presidência.
Nova controvérsia ocorreu a 20 de janeiro de 2012 quando afirmou que os 1 300 euros que recebe quase de certeza que não dariam para pagar as suas despesas. Na realidade, tem um vencimento de cerca de 10 000 euros mensais em 3 pensões, depois de ter prescindido do seu vencimento como Presidente da República em favor desta opção. Tal decisão foi tomada depois da imposição de cortes salariais na função pública que tornariam o seu vencimento, enquanto presidente, menor que aquele que beneficiaria apenas das suas pensões.
Em junho de 2010, Cavaco Silva, então já Presidente da República, encontrando-se de férias nos Açores, não se deslocou a Lisboa para assistir às exéquias do único português laureado com o prémio Nobel da Literatura, José Saramago. O governo português na época em que ele era primeiro-ministro nos anos 80, votou na ONU contra a libertação de Mandela ao lado dos Estados Unidos e Reino Unido, justificando-se pela discordância em relação ao texto que teria subjacente um apelo a uma revolta armada, temendo pela segurança dos portugueses residentes.

## Resultados eleitorais

### Eleições legislativas
| Data | Partido | Partido | Círculo eleitoral | Posição    | Cl. | Votos   | %            | +/-  | Status | Notas                                                       |
| ---- | ------- | ------- | ----------------- | ---------- | --- | ------- | ------------ | ---- | ------ | ----------------------------------------------------------- |
| 1980 |         | AD      | Lisboa            | 5º (em 56) | 1.º | 548 892 | 41,6 / 100,0 |      | Eleito |                                                             |
| 1985 |         | PSD     | Lisboa            | 1º (em 56) | 1.º | 329 783 | 25,6 / 100,0 |      | Eleito | Primeiro-ministro (1985–1995) Presidente do PSD (1985–1995) |
| 1987 |         | PSD     | Lisboa            | 1º (em 56) | 1.º | 564 553 | 45,8 / 100,0 | 20,2 | Eleito | Primeiro-ministro (1985–1995) Presidente do PSD (1985–1995) |
| 1991 |         | PSD     | Lisboa            | 1º (em 56) | 1.º | 556 881 | 45,3 / 100,0 | 0,5  | Eleito | Primeiro-ministro (1985–1995) Presidente do PSD (1985–1995) |

### Eleições Presidenciais
| Data | Partidos apoiantes   | 1ª Volta | 1ª Volta  | 1ª Volta       | 1ª Volta | 2ª Volta | 2ª Volta | 2ª Volta | 2ª Volta | Status     |
| Data | Partidos apoiantes   | Cl.      | Votos     | %              | +/-      | Cl.      | Votos    | %        | +/-      | Status     |
| ---- | -------------------- | -------- | --------- | -------------- | -------- | -------- | -------- | -------- | -------- | ---------- |
| 1996 | PPD/PSD, CDS-PP      | 2.º      | 2 595 131 | 46,09 / 100,00 |          |          |          |          |          | Não Eleito |
| 2006 | PPD/PSD, CDS-PP      | 1.º      | 2 758 737 | 50,64 / 100,00 |          |          |          |          |          | Eleito     |
| 2011 | PPD/PSD, CDS-PP, MEP | 1.º      | 2 231 603 | 52,95 / 100,00 | 2,31     |          |          |          |          | Eleito     |

## Prémios e publicações
Entre os prémios que recebeu, salienta-se a distinção, feita na Alemanha, com o Prémio Carl Bertelsmann, atribuído pela Fundação Bertelsmann (em 1995), com base no sucesso das políticas de luta contra o desemprego. Recebeu o prémio Joseph Bech (1991), no Luxemburgo, e a medalha Robert Schuman (1998), pela sua contribuição para a construção europeia, e o Freedom Prize (1995), na Suíça, concedido pela Fundação Schmidheiny, pela sua acção como político e economista. Em 2009 foi distinguido, em Nápoles, com o Prémio Mediterrâneo Instituições (2009), atribuído pela Fundação Mediterrâneo.
Entre os livros que tem publicados referem-se os títulos académicos O Mercado Financeiro Português em 1966 (1968), Política Orçamental e Estabilização Económica (1976), Economic Effects of Public Debt (1977), Finanças Públicas e Política Macroeconómica, com João César das Neves (1992), Portugal e a Moeda Única, prefaciado por Jacques Delors (1997), União Monetária Europeia: funcionamento e implicações (1999), e os de índole política, A Política Económica do Governo de Sá Carneiro (1982), As Reformas da Década (1995), Crónicas de Uma Crise Anunciada (2002), Autobiografia Política I (2002) e Autobiografia Política II (2004), Quinta-feira e outros dias - Volume I (2017) e Quinta-feira e outros dias - Volume II (2018), Uma experiência de Social-Democracia Moderna (2020) e O Primeiro-Ministro e a Arte de Governar (2023).
As intervenções mais importantes produzidas como primeiro-ministro encontram-se reunidas nos livros Cumprir a Esperança (1987), Construir a Modernidade (1989), Ganhar o Futuro (1991),  A Europa Após Maastricht - Ciclo de Colóquios (1992), Afirmar Portugal no Mundo (1993) e Manter o Rumo (1995). As intervenções mais importantes como presidente da República encontram-se reunidas nos livros Roteiro para a Inclusão — 2006, Roteiros I — 2006/2007, Roteiros II — 2007/2008, Roteiros III — 2008/2009 e Acredito nos Portugueses - Presidenciais 2011. Cavaco Silva é Doutor Honoris Causa pelas universidades de York (Reino Unido), Corunha (Espanha), Goa (Índia), Leão (Espanha) e Heriot-Watt (Escócia), membro da Real Academia de Ciências Morais e Políticas de Espanha, do Clube de Madrid e da Global Leadership Foundation. Em julho de 2017, foi galardoado com a Medalha de Ouro da Galiza pela Junta da Galiza em Espanha.

## Condecorações[36][37]

### Condecorações Nacionais
- Grã-Cruz da Ordem Militar de Nosso Senhor Jesus Cristo (29 de novembro de 1995)
- Banda das Três Ordens (9 de março de 2006 – 9 de março de 2016)
- Grande-Colar da Antiga e Muito Nobre Ordem Militar da Torre e Espada, do Valor, Lealdade e Mérito (9 de março de 2011)
- Grande-Colar da Ordem da Liberdade (9 de março de 2016)
- Grande-Colar da Ordem do Infante D. Henrique (5 de julho de 2022)

### Condecorações Estrangeiras
- Grã-Cruz da Ordem Real da Estrela Polar da Suécia (9 de fevereiro de 1987)
- Grã-Cruz da Ordem do Libertador da Venezuela (18 de novembro de 1987)
- Grã-Cruz da Ordem de Boyacá da Colômbia (23 de maio de 1988)
- Grã-Cruz da Ordem de Honra da Grécia (15 de maio de 1990)
- Grã-Cruz da Ordem de Macários de Chipre (20 de novembro de 1990)
- Grã-Cruz Classe Especial da Ordem do Mérito da Ordem Soberana e Militar Hospitalária de São João de Jerusalém, de Rodes e de Malta (25 de janeiro de 1991)
- Grã-Cruz da Ordem do Mérito da República Federal da Alemanha (25 de janeiro de 1991)
- Grã-Cruz da Ordem Nacional do Mérito do Equador (25 de janeiro de 1991)
- Grã-Cruz da Ordem Nacional do Cruzeiro do Sul do Brasil (4 de fevereiro de 1991)
- Grã-Cruz da Ordem da Coroa de Carvalho do Luxemburgo (4 de fevereiro de 1991)
- Grã-Cruz da Ordem do Congresso Nacional do Brasil (4 de fevereiro de 1991)
- Grã-Cruz da Ordem Nacional das Colinas do Boé da Guiné-Bissau (4 de fevereiro de 1991)
- Grã-Cruz da Ordem da Rosa Branca da Finlândia (8 de março de 1991)
- Grande-Colar da Ordem de Ouissam Alaoui de Marrocos (17 de maio de 1991)
- Grã-Cruz da Ordem de Rio Branco do Brasil (8 de outubro de 1991)
- Grã-Cruz da Ordem de Orange-Nassau da Holanda (25 de março de 1992)
- Grã-Cruz da Ordem do Mérito do Chile (20 de julho de 1992)
- Excelentíssimo Senhor Grã-Cruz da Real Ordem de Isabel a Católica de Espanha (8 de setembro de 1993)
- Grande-Cordão da Ordem de 7 de Setembro da Tunísia (18 de novembro de 1993)
- Grande-Cordão da Ordem da República da Tunísia (18 de novembro de 1993)
- Grã-Cruz da Ordem de Ouissam Alaoui de Marrocos (13 de fevereiro de 1995)
- Insígnia da Ordem da Estrela da Palestina da Palestina (19 de julho de 1995)
- Grande Condecoração de Honra em Ouro com Banda da Condecoração de Honra por Serviços à República da Áustria (14 de julho de 1997)
- Excelentíssimo Senhor Colar da Real Ordem de Isabel a Católica de Espanha (24 de setembro de 2006)
- Grande-Colar da Ordem de Vitautas o Grande da Lituânia (25 de julho de 2007)
- Grande-Colar da Ordem do Mérito do Chile (15 de novembro de 2007)
- Grande-Colar da Ordem Nacional do Cruzeiro do Sul do Brasil (22 de abril de 2008)
- Cavaleiro da Ordem do Serafim da Suécia (9 de maio de 2008)
- Grã-Cruz da Ordem da Polónia Restituta da Polónia (1 de outubro de 2008)
- Grande-Colar da Ordem da Cruz da Terra Mariana da Estónia (13 de outubro de 2008)
- Grã-Cruz da Real Ordem Norueguesa de Santo Olavo da Noruega (5 de novembro de 2008)
- Grande-Colar da Ordem do Mérito de Malta (11 de dezembro de 2008)
- Grã-Cruz Classe Especial da Ordem do Mérito da República Federal da Alemanha (26 de maio de 2009)
- Grande-Colar da Ordem de Al-Hussein Bin-Ali da Jordânia (28 de maio de 2009)
- Grande-Estrela da Condecoração de Honra por Serviços à República de Áustria (31 de agosto de 2009)
- Ordem do Estado, 1.ª Classe, da Turquia (24 de novembro de 2009)[38]
- Grande-Colar da Ordem do Mérito do Qatar (10 de dezembro de 2009)
- Grã-Cruz Classe Especial da Ordem da Renascença da Jordânia (10 de dezembro de 2009)
- 1.º Grau da Ordem de Amílcar Cabral de Cabo Verde (14 de julho de 2010)
- Cavaleiro de Colar da Ordem de Pio IX do Vaticano ou da Santa Sé (30 de agosto de 2010)
- Cavaleiro da Ordem do Leão de Ouro da Casa de Nassau do Luxemburgo (9 de setembro de 2010)
- Grã-Cruz da Ordem da Dupla Cruz Branca da Eslováquia (15 de novembro de 2010)
- Grã-Cruz da Ordem de Bernardo O'Higgins do Chile (16 de novembro de 2010)
- Grã-Cruz da Ordem da Cruz de Reconhecimento da Letónia (22 de novembro de 2010)
- Colar da Ordem do Mérito da Ordem Soberana e Militar Hospitalária de São João de Jerusalém, de Rodes e de Malta (23 de novembro de 2010)
- Grã-Cruz da Ordem da Águia Branca da Polónia (22 de junho de 2012)
- Grande-Colar da Ordem de Timor-Leste de Timor-Leste (6 de agosto de 2012)
- Grande-Colar da Ordem de Boyacá da Colômbia (14 de novembro de 2012)
- Grande-Colar da Ordem do Sol do Peru (19 de novembro de 2012)
- Grande-Colar da Ordem de Manuel Amador Guerrero do Panamá (30 de julho de 2013)
- Colar da Ordem Mexicana da Águia Azteca do México (2 de junho de 2014)
- 1.º Grau da Ordem da Amizade e Paz de Moçambique (7 de outubro de 2014)
- Banda da Ordem de Stara Planina[nota 2] da Bulgária (8 de junho de 2015)
- Colar da Ordem da Estrela da Roménia (16 de junho de 2015)

### Medalhas
- Medalha de Ouro do Concelho de Arganil nas Comemorações do Feriado Municipal de Arganil (7 de setembro de 2014)